# Brod
Brod (cirílico serbio: Брод), anteriormente Bosanski Brod, es un municipio situado en la región de Doboj, República Srpska, Bosnia y Herzegovina. Según el censo de 2013, tiene una población de 15 720 habitantes.

## Localidades
Esta municipalidad de la República Srpska, localizada en Bosnia y Herzegovina, se encuentra subdividida en las siguientes localidades:
- Brod
- Brusnica Mala
- Brusnica Velika
- Donja Barica
- Donja Močila
- Donja Vrela
- Donje Kolibe
- Donji Klakar
- Gornja Barica
- Gornja Močila
- Gornja Vrela
- Gornje Kolibe
- Gornji Klakar
- Grk
- Koraće
- Kričanovo
- Kruščik
- Liješće
- Novo Selo
- Sijekovac
- Unka
- Vinska
- Zborište

## Geografía
Brod se encuentra en el norte de Bosnia-Herzegovina dentro de la República Srpska, en el margen de la derecha del río Sava. En el otro lado se encuentra la ciudad de Slavonski Brod, Croacia.

## Demografía
Si se considera que la superficie total de este municipio es de 234 kilómetros cuadrados y su población está compuesta por unas 34.138 personas, se puede estimar que la densidad poblacional de esta municipalidad es de 146 habitantes por cada kilómetro cuadrado de esta división administrativa.